# Donja Briska
Donja Briska este un sat din comuna Bar, Muntenegru. Conform datelor de la recensământul din 2003, localitatea are 46 de locuitori (la recensământul din 1991 erau 145 de locuitori).

## Demografie
În satul Donja Briska locuiesc 33 de persoane adulte, iar vârsta medie a populației este de 40,3 de ani (37,7 la bărbați și 43,3 la femei). În localitate sunt 14 gospodării, iar numărul mediu de membri în gospodărie este de 3,29.
|  |

| Demografie | Demografie | Demografie |
| An         | Locuitori  | Locuitori  |
| ---------- | ---------- | ---------- |
|            |            |            |
|            |            |            |
|            |            |            |
|            |            |            |
| 1948       | 99         |            |
| 1953       | 116        |            |
| 1961       | 109        |            |
| 1971       | 129        |            |
| 1981       | 130        |            |
| 1991       | 145        | 90         |
| 2003       | 134        | 46         |

| \| Componența etnică conform recensământului din 2003[2] \| Componența etnică conform recensământului din 2003[2] \| Componența etnică conform recensământului din 2003[2] \| Componența etnică conform recensământului din 2003[2] \| Componența etnică conform recensământului din 2003[2] \| \| ----------------------------------------------------- \| ----------------------------------------------------- \| ----------------------------------------------------- \| ----------------------------------------------------- \| ----------------------------------------------------- \| \| \| \| \| \| \| \| Albanezi \| Albanezi \| \| 37 \| 80,43% \| \| necunoscută \| necunoscută \| \| 0 \| 0% \| |             |  |    |        |
| Componența etnică conform recensământului din 2003 |             |  |    |        |
| |             |  |    |        |
| Albanezi | Albanezi    |  | 37 | 80,43% |
| necunoscută | necunoscută |  | 0  | 0%     |